# ريتشارد هودجز (أستاذ جامعي)
ريتشارد هودجز (بالإنجليزية: Richard Hodges)‏ هو عالم آثار بريطاني، ولد في 29 سبتمبر 1952.